# Sittersdorf
Sittersdorf (słoweń. Žitara vas) – gmina w Austrii, w kraju związkowym Karyntia, w powiecie Völkermarkt. Według Austriackiego Urzędu Statystycznego liczyła 2025 mieszkańców (1 stycznia 2015).